# 미트라 (조로아스터교)
미트라(아베스타어: 𐬀𐬭𐬚𐬌𐬨 / Miϑra, 고대 페르시아어 Miça, 현대 페르시아어 مهر 미르, 메르, 메헤르)는 조로아스터교와 후의 이란 역사와 문화의 중요한 신 또는 신적 개념(야자타)이다.
미트라(Mithra)와 베다 신 미트라(मित्र)의 이름은 인도-이란 제어로 ‘서약’이라는 뜻인 단어 *mitra에서 왔다.

## 같이 보기
- 미트라교
- 미트라
- 미륵
- 베레트라그나